# Herbertus seriatus
Herbertus seriatus là một loài rêu tản trong họ Herbertaceae. Loài này được (Stephani) S.W. Arnell miêu tả khoa học lần đầu tiên năm 1965.